# Ivana Ivanović-Burmazović
Ivana Ivanović-Burmazović (* 1971 in Belgrad) ist Professorin und Lehrstuhlinhaberin des Lehrstuhls für Bioanorganische Chemie und Koordinationschemie an der  Ludwig-Maximilians-Universität München.

## Leben
Ivana Ivanović-Burmazović wuchs in Belgrad als Tochter eines Juristen und einer Kunsthistorikerin auf. Sie wurde frühzeitig eingeschult und absolvierte das Gymnasium in einer um ein Jahr verkürzten Schulzeit, so dass sie mit 17 Jahren das Studium der Chemie an der Universität Belgrad begann. 1991 hielt sie sich für einen dreimonatigen Studienaufenthalt in Chicago auf. Nach vier Jahren schloss sie 1993 das Studium mit Auszeichnung ab und schrieb ihre Masterarbeit über metallgesteuerte biologische Prozesse. 1997 promovierte sie im Alter von 29 Jahren.
2001 erhielt Ivanović-Burmazović ein Stipendium der Alexander von Humboldt-Stiftung, auf dessen Basis sie bei Rudi van Eldik eine Post-Doktorandenstelle innehatte. Mit ihrem Projekt Ligand substitution and reaction mechanisms of pentagonalbipyramidal complexes. Identification of hepta-coordinate species in solution erforschte sie metallhaltige Moleküle in Lösungen.
Ivanović-Burmazović übernahm als Erste den 2008 gegründeten Lehrstuhl für Bioanorganische Chemie an der Friedrich-Alexander-Universität Erlangen-Nürnberg. Seit dem 1. Juni 2020 hat Ivana Ivanović-Burmazović den Lehrstuhl für Bioanorganische Chemie und Koordinationschemie an der  Ludwig-Maximilians-Universität München inne.
Für die Zeitschrift BioInorganic Reaction Mechanisms war sie als Herausgeberin tätig, bis die Zeitschrift 2013 eingestellt wurde.

## Forschungsschwerpunkt
Ivana Ivanović-Burmazović beschäftigt sich gemeinsam mit einer Forschungsgruppe vorwiegend mit der Aufklärung metallgesteuerter biologischer Prozesse auf molekularer Ebene. Sie verfolgt dabei das Ziel, deren Anwendung im pharmakologischen Sinn, sowie die Verwendung in bio-inspirierter Katalyse und Biotechnologie handhabbar zu machen. Grundlegend dafür ist das Verständnis ihrer Redoxeigenschaften und der katalytischen bzw. Wirkmechanismen. Ein weiteres Ziel ihrer Forschung ist es, eine Basis für die Verfolgung eines generellen Konzeptes redoxaktiver Metallkomplexe als potentielle Pharmazeutika zu schaffen, so dass ein zukünftiges Design und ein Screening von redoxselektiven Verbindungen, die die Erfordernisse für eine biomedizinische Anwendung erfüllen, ermöglicht wird.

## Patente
- 2011 beim Europäischen Patentamt angemeldet, gemeinsam mit Milos Filipović: Removal of Hydrogen Sulphide (H2S): Catalytic oxidation of sulphide species[4]